# Treis-Sants-en-Ouche
Treis-Sants-en-Ouche – gmina we Francji, w regionie Normandia, w departamencie Eure. W 2013 roku liczba ludności wynosiła 1488 mieszkańców. 
Gmina została utworzona 1 stycznia 2019 roku z połączenia trzech ówczesnych gmin: Saint-Aubin-le-Vertueux, Saint-Clair-d'Arcey oraz Saint-Quentin-des-Isles. Siedzibą gminy została miejscowość Saint-Aubin-le-Vertueux. 